# 앤드루 스텔린
앤드루 스텔린(영어: Andrew Stehlin)은 뉴질랜드의 스턴트 배우이다. 영화 《써티 데이즈 오브 나이트》, 《엑스맨: 다크 피닉스》 등에 단역으로 출연했다.